# Jørgen Leth på video
Jørgen Leth på video er en dansk dokumentarfilm.

## Handling
Jørgen Leth er et af de væsentligste navne i dansk dokumentarisme. Dette bånd rummer fem værker med den karakteristiske leth'ske signatur: Det perfekte menneske, et dokument om livet i Danmark anno 1967, Motion picture med tennisspilleren Torben Ulrich, Livet i Danmark, 66 scener fra Amerika samt Pelota om det baskiske boldspil.